# Liste der Kulturdenkmale in Ottenbüttel
In der Liste der Kulturdenkmale in Ottenbüttel sind alle Kulturdenkmale der schleswig-holsteinischen Gemeinde Ottenbüttel (Kreis Steinburg) und ihrer Ortsteile aufgelistet (Stand: 10. März 2025).

## Legende
In den Spalten befinden sich folgende Informationen:
- Objekt-ID: die Nummer des Kulturdenkmales
- Lage: die Adresse des Kulturdenkmales und die geographischen Koordinaten. Kartenansicht, um Koordinaten zu setzen. In der Kartenansicht sind Kulturdenkmale ohne Koordinaten mit einem roten Marker dargestellt und können in der Karte gesetzt werden. Kulturdenkmale ohne Bild sind mit einem blauen Marker gekennzeichnet, Kulturdenkmale mit Bild mit einem grünen Marker.
- Offizielle Bezeichnung: Bezeichnung des Kulturdenkmales
- Beschreibung: die Beschreibung des Kulturdenkmales
- Bild: ein Bild des Kulturdenkmales

## Bauliche Anlagen
| Objekt-ID | Lage                                             | Offizielle Bezeichnung | Beschreibung | Bild |
| --------- | ------------------------------------------------ | ---------------------- | --- | ---- |
| 6774      | Westermööler Weg 9 (53° 58′ 21″ N, 9° 28′ 20″ O) | Fachhallenhaus         | ehem. Müllerhaus; um 1770 aus Christinenthal transloziert; Fachhallenhaus mit abgewalmten Reetdach, Zweiständerbau, Ausfachungen mit Ziermauerwerk - Begründung: geschichtlich, Kulturlandschaft prägend - Schutzumfang: gesamtes Objekt - Denkmaltyp: Bauliche Anlage | BW   |

## Quelle
- Liste der Kulturdenkmale in Schleswig-Holstein – Kreis Steinburg

- Karte mit allen Koordinaten:
- OSM |
- WikiMap